# World Athletics Indoor Tour
Le Circuit mondial en salle de la World Athletics (en anglais : World Athletics Indoor Tour, anciennement IAAF World Indoor Tour) est une série de meetings d'athlétisme en salle organisée par la World Athletics. Créé en 2016, il fait suite aux World Indoor Meetings.

## Principe
Lors de chacune des 11 épreuves, des points sont alloués aux 4 premiers : 10 pts au 1er, 7 pts au 2e, 5 pts au 3e, 3 pts au 4e. Pour chaque épreuve, un classement général est établi. Il faut avoir participé au moins deux fois et seuls les trois meilleurs résultats sont retenus. Les 11 vainqueurs, en plus de remporter 20 000 $ de gains, sont automatiquement qualifiés à l'édition suivante des championnats du monde en salle, dans la mesure où ils bénéficient d'une wild card. Chaque fédération nationale concernée reste cependant souveraine dans la décision de sélectionner l'athlète.
La première année (2016), les 11 épreuves au programme sont : 60 m, 800 m, 3 000 m, saut à la perche, triple saut et lancer du poids chez les hommes, 400 m, 1 500 m, 60 m haies, saut en hauteur et saut en longueur chez les femmes. Les 11 vainqueurs sont automatiquement qualifiés aux championnats du monde en salle 2016.
La deuxième année (2017), ce sont les 11 autres épreuves qui n'ont pu prendre place la première année, à savoir 400 m, 1 500 m, 60 m haies, saut en hauteur et saut en longueur chez les hommes, 60 m, 800 m, 3 000 m, saut à la perche, triple saut et lancer du poids chez les femmes. Les 11 vainqueurs sont automatiquement qualifiés aux championnats du monde d'athlétisme en salle 2018.
En 2018, le cycle de deux années se poursuit, le programme des épreuves est celui de 2016.
En 2020, le Meeting International de Liévin est ajouté au programme du circuit.
En 2021, le circuit s'élargit et les meetings se répartissent en trois catégories, Or, Argent et Bronze..

## Éditions
À partir de 2021 seuls les meetings "Or" sont indiqués.
| Meeting                               | Ville              | Salle                                  | 2016 | 2017 | 2018 | 2019 | 2020 | 2021 | 2022 | 2023 |
| ------------------------------------- | ------------------ | -------------------------------------- | ---- | ---- | ---- | ---- | ---- | ---- | ---- | ---- |
| New Balance Indoor Grand Prix         | Boston             | Reggie Lewis Track and Athletic Center | X    | X    | X    | X    | X    | X    | X    | X    |
| Meeting de Karlsruhe                  | Karlsruhe          | Dm-Arena                               | X    | X    | X    | X    | X    | X    | X    | X    |
| Copernicus Cup                        | Toruń              | Torun Arena                            | -    | X    | X    | X    | X    | X    | X    | X    |
| Villa de Madrid Indoor Tour           | Madrid             | Gallur                                 | -    | -    | X    | X    | X    | X    | X    | X    |
| Müller Indoor Grand Prix              | Glasgow Birmingham | Commonwealth Arena Barclaycard Arena   | X    | X    | X    | X    | X    | -    | X    | X    |
| XL Galan                              | Stockholm          | Ericsson Globe                         | X    | -    | -    | -    | -    |      |      |      |
| PSD Bank Meeting                      | Düsseldorf         | Arena-Sportpark                        | -    | X    | X    | X    | -    | -    | -    |      |
| Meeting Hauts-de-France Pas-de-Calais | Liévin             | Arena Stade Couvert de Liévin          | -    | -    | -    | -    | X    | X    | X    | X    |
| Banskobystricka latka                 | Banská Bystrica    | Stiavnicky Sport Hall                  | -    | -    | -    | -    | -    | X    | -    |      |
| Millrose Games                        | New York           | Fort Washington Avenue Armory          | -    | -    | -    | -    | -    | -    | X    | X    |

### World Indoor Tour 2016

#### Calendrier
| Date       | Meeting                       | Ville     | Pays        |
| ---------- | ----------------------------- | --------- | ----------- |
| 06/02/2016 | Indoor Meeting - Karlsruhe    | Karlsruhe | Allemagne   |
| 14/02/2016 | New Balance Indoor Grand Prix | Boston    | États-Unis  |
| 17/02/2016 | Globen Galan                  | Stockholm | Suède       |
| 20/02/2016 | Glasgow Indoor Grand Prix     | Glasgow   | Royaume-Uni |

#### Vainqueurs
| Épreuve          | Athlète                 | Pays       |
| ---------------- | ----------------------- | ---------- |
| 60 m             | Mike Rodgers            | États-Unis |
| 800 m            | Adam Kszczot            | Pologne    |
| 3 000 m          | Augustine Kiprono Choge | Kenya      |
| Saut à la perche | Shawnacy Barber         | Canada     |
| Triple saut      | Omar Craddock           | États-Unis |
| Lancer du poids  | Tim Nedow               | Canada     |

| Épreuve          | Athlète                    | Pays        |
| ---------------- | -------------------------- | ----------- |
| 400 m            | Lisanne De Witte           | Pays-Bas    |
| 1 500 m          | Axumawit Embaye            | Éthiopie    |
| 60 m haies       | Nia Ali                    | États-Unis  |
| Saut en hauteur  | Marie-Laurence Jungfleisch | Allemagne   |
| Saut en longueur | Lorraine Ugen              | Royaume-Uni |

### World Indoor Tour 2017

#### Calendrier
| Date       | Meeting                             | Ville      | Pays        |
| ---------- | ----------------------------------- | ---------- | ----------- |
| 28/01/2017 | New Balance Indoor Grand Prix       | Boston     | États-Unis  |
| 01/02/2017 | PSD Bank Meeting                    | Düsseldorf | Allemagne   |
| 04/02/2017 | Indoor Meeting - Karlsruhe          | Karlsruhe  | Allemagne   |
| 10/02/2017 | Copernicus Cup                      | Toruń      | Pologne     |
| 18/02/2017 | Müller Indoor Grand Prix Birmingham | Birmingham | Royaume-Uni |

#### Vainqueurs[5]
| Épreuve          | Athlète         | Pays           |
| ---------------- | --------------- | -------------- |
| 400 m            | Pavel Maslák    | Tchéquie       |
| 1 500 m          | Bethwel Birgen  | Kenya          |
| 60 m haies       | Orlando Ortega  | Espagne        |
| Saut en hauteur  | Donald Thomas   | Bahamas        |
| Saut en longueur | Godfrey Mokoena | Afrique du Sud |

| Épreuve          | Athlète         | Pays     |
| ---------------- | --------------- | -------- |
| 60 m             | Gayon Evans     | Jamaïque |
| 800 m            | Joanna Jóźwik   | Pologne  |
| 3 000 m          | Hellen Obiri    | Kenya    |
| Saut à la perche | Nicole Büchler  | Suisse   |
| Triple saut      | Patricia Mamona | Bahamas  |
| Lancer du poids  | Anita Márton    | Hongrie  |

### World Indoor Tour 2018

#### Calendrier
| Date       | Meeting                       | Ville      | Pays        |
| ---------- | ----------------------------- | ---------- | ----------- |
| 03/02/2018 | Indoor Meeting - Karlsruhe    | Karlsruhe  | Allemagne   |
| 06/02/2018 | PSD Bank Meeting              | Düsseldorf | Allemagne   |
| 08/02/2018 | Villa de Madrid Indoor Tour   | Madrid     | Espagne     |
| 10/02/2018 | New Balance Indoor Grand Prix | Boston     | États-Unis  |
| 15/02/2018 | Copernicus Cup                | Toruń      | Pologne     |
| 25/02/2018 | Müller Indoor Grand Prix      | Glasgow    | Royaume-Uni |

#### Vainqueurs
| Épreuve          | Athlète                        | Pays     |
| ---------------- | ------------------------------ | -------- |
| 60 m             | Su Bingtian                    | Chine    |
| 800 m            | Adam Kszczot                   | Pologne  |
| 3 000 m          | Hagos Gebrhiwet Yomif Kejelcha | Éthiopie |
| Saut à la perche | Piotr Lisek                    | Pologne  |
| Triple saut      | Nelson Évora                   | Portugal |
| Lancer du poids  | Tomáš Staněk                   | Tchéquie |

| Épreuve          | Athlète           | Pays       |
| ---------------- | ----------------- | ---------- |
| 400 m            | Lea Sprunger      | Suisse     |
| 1 500 m          | Genzebe Dibaba    | Éthiopie   |
| 60 m haies       | Sharika Nelvis    | États-Unis |
| Saut en hauteur  | Mariya Lasitskene |            |
| Saut en longueur | Ivana Spanović    | Serbie     |

### World Indoor Tour 2019

#### Calendrier
| Date       | Meeting                             | Ville      | Pays        |
| ---------- | ----------------------------------- | ---------- | ----------- |
| 26/01/2019 | New Balance Indoor Grand Prix       | Boston     | États-Unis  |
| 02/02/2019 | Indoor Meeting - Karlsruhe          | Karlsruhe  | Allemagne   |
| 06/02/2019 | Copernicus Cup                      | Toruń      | Pologne     |
| 08/02/2019 | Villa de Madrid Indoor Tour         | Madrid     | Espagne     |
| 16/02/2019 | Müller Indoor Grand Prix Birmingham | Birmingham | Royaume-Uni |
| 20/02/2019 | PSD Bank Meeting                    | Düsseldorf | Allemagne   |

#### Vainqueurs[6]
| Épreuve          | Athlète                | Pays       |
| ---------------- | ---------------------- | ---------- |
| 400 m            | Nathan Strother        | États-Unis |
| 1 500 m          | Samuel Tefera          | Éthiopie   |
| 60 m haies       | Jarret Eaton           | États-Unis |
| Saut en hauteur  | Naoto Tobe             | Japon      |
| Saut en longueur | Juan Miguel Echevarria | Cuba       |

| Épreuve          | Athlète             | Pays      |
| ---------------- | ------------------- | --------- |
| 60 m             | Ewa Swoboda         | Pologne   |
| 800 m            | Habitam Alemu       | Éthiopie  |
| 3 000 m          | Alemaz Samuel       | Éthiopie  |
| Saut à la perche | Anzhelika Sidorova  |           |
| Triple saut      | Yulimar Rojas       | Venezuela |
| Lancer du poids  | Christina Schwanitz | Allemagne |

### World Athletics Indoor Tour 2020

#### Calendrier
| Date       | Meeting                               | Ville      | Pays        |
| ---------- | ------------------------------------- | ---------- | ----------- |
| 25/01/2020 | New Balance Indoor Grand Prix         | Boston     | États-Unis  |
| 31/01/2020 | Indoor Meeting - Karlsruhe            | Karlsruhe  | Allemagne   |
| 04/02/2020 | PSD Bank Meeting                      | Düsseldorf | Allemagne   |
| 08/02/2020 | Copernicus Cup                        | Toruń      | Pologne     |
| 15/02/2020 | Müller Indoor Grand Prix              | Glasgow    | Royaume-Uni |
| 19/02/2020 | Meeting Hauts-de-France Pas-de-Calais | Liévin     | France      |
| 21/02/2020 | Villa de Madrid Indoor Tour           | Madrid     | Espagne     |

#### Vainqueurs[7]
| Épreuve          | Athlète              | Pays         |
| ---------------- | -------------------- | ------------ |
| 60 m             | Ronnie Baker         | États-Unis   |
| 800 m            | Collins Kipruto      | Kenya        |
| 3 000 m          | Getnet Wale          | Éthiopie     |
| Saut à la perche | Armand Duplantis     | Suède        |
| Triple saut      | Hugues Fabrice Zango | Burkina Faso |
| Lancer du poids  | Filip Mihaljević     | Croatie      |

| Épreuve          | Athlète                | Pays       |
| ---------------- | ---------------------- | ---------- |
| 400 m            | Justyna Święty-Ersetic | Pologne    |
| 1 500 m          | Gudaf Tsegay           | Éthiopie   |
| 60 m haies       | Christina Clemons      | États-Unis |
| Saut en hauteur  | Yaroslava Mahuchikh    | Ukraine    |
| Saut en longueur | Maryna Bekh-Romanchuk  | Ukraine    |

### World Athletics Indoor Tour 2021

#### Calendrier des meetings Or
| Date       | Meeting                               | Ville      | Pays       |
| ---------- | ------------------------------------- | ---------- | ---------- |
| 29/01/2021 | Indoor Meeting - Karlsruhe            | Karlsruhe  | Allemagne  |
| 31/01/2021 | PSD Bank Meeting                      | Düsseldorf | Allemagne  |
| 09/02/2021 | Meeting Hauts-de-France Pas-de-Calais | Liévin     | France     |
| 13/02/2021 | New Balance Indoor Grand Prix         | Boston     | États-Unis |
| 17/02/2021 | Copernicus Cup                        | Toruń      | Pologne    |
| 24/02/2021 | Villa de Madrid Indoor Tour           | Madrid     | Espagne    |

#### Vainqueurs
Les vainqueurs de chaque épreuve remporte une leur place pour les Championnats du monde d'athlétisme en salle 2022.
| Épreuve          | Athlète                | Pays       |
| ---------------- | ---------------------- | ---------- |
| 400 m            | Pavel Maslák           | Tchéquie   |
| 1 500 m          | Selemon Barega         | Éthiopie   |
| 60 m haies       | Grant Holloway         | États-Unis |
| Saut en hauteur  | Gianmarco Tamberi      | Italie     |
| Saut en longueur | Juan Miguel Echevarría | Cuba       |

| Épreuve          | Athlète         | Pays        |
| ---------------- | --------------- | ----------- |
| 60 m             | Javianne Oliver | États-Unis  |
| 800 m            | Habitam Alemu   | Éthiopie    |
| 3 000 m          | Lemlem Hailu    | Éthiopie    |
| Saut à la perche | Iryna Zhuk      | Biélorussie |
| Triple saut      | Liadagmis Povea | Cuba        |
| Lancer du poids  | Auriol Dongmo   | Portugal    |

### World Athletics Indoor Tour 2022

#### Calendrier des meetings Or
| Date             | Meeting                               | Ville      | Pays        |
| ---------------- | ------------------------------------- | ---------- | ----------- |
| 27 au 29/01/2022 | Millrose Games                        | New York   | États-Unis  |
| 28/01/2022       | Indoor Meeting - Karlsruhe            | Karlsruhe  | Allemagne   |
| 6/02/2022        | New Balance Indoor Grand Prix         | Boston     | États-Unis  |
| 17/02/2022       | Meeting Hauts-de-France Pas-de-Calais | Liévin     | France      |
| 19/02/2022       | Müller Indoor Grand Prix              | Birmingham | Royaume-Uni |
| 22/02/2022       | Copernicus Cup                        | Toruń      | Pologne     |
| 2/03/2022        | Villa de Madrid Indoor Tour           | Madrid     | Espagne     |

#### Vainqueurs[9]
| Épreuve          | Athlète           | Pays        |
| ---------------- | ----------------- | ----------- |
| 60 m             | Elijah Hall       | États-Unis  |
| 800 m            | Elliot Giles      | Royaume-Uni |
| 3 000 m          | Lamecha Girma     | Éthiopie    |
| Saut à la perche | Armand Duplantis  | Suède       |
| Triple saut      | Lázaro Martínez   | Cuba        |
| Lancer du poids  | Konrad Bukowiecki | Pologne     |

| Épreuve          | Athlète                | Pays        |
| ---------------- | ---------------------- | ----------- |
| 400 m            | Justyna Święty-Ersetic | Pologne     |
| 1 500 m          | Gudaf Tsegay           | Éthiopie    |
| 60 m haies       | Devynne Charlton       | Bahamas     |
| Saut en hauteur  | Eleanor Patterson      | Australie   |
| Saut en longueur | Lorraine Ugen          | Royaume-Uni |

### World Athletics Indoor Tour 2023

#### Calendrier des meetings Or
| Date       | Meeting                               | Ville      | Pays        |
| ---------- | ------------------------------------- | ---------- | ----------- |
| 27/01/2023 | Indoor Meeting - Karlsruhe            | Karlsruhe  | Allemagne   |
| 4/02/2023  | New Balance Indoor Grand Prix         | Boston     | États-Unis  |
| 8/02/2023  | Copernicus Cup                        | Toruń      | Pologne     |
| 11/02/2023 | Millrose Games                        | New York   | États-Unis  |
| 15/02/2023 | Meeting Hauts-de-France Pas-de-Calais | Liévin     | France      |
| 22/02/2023 | Villa de Madrid Indoor Tour           | Madrid     | Espagne     |
| 25/02/2023 | Müller Indoor Grand Prix              | Birmingham | Royaume-Uni |

#### Vainqueurs
Les vainqueurs de chaque épreuve obtiennent une place pour les championnats du monde d'athlétisme en salle 2024.
| Épreuve          | Athlète         | Pays              |
| ---------------- | --------------- | ----------------- |
| 400 m            | Jereem Richards | Trinité-et-Tobago |
| 1 500 m          | Neil Gourley    | Royaume-Uni       |
| 60 m haies       | Grant Holloway  | États-Unis        |
| Saut en hauteur  | Hamish Kerr     | Nouvelle-Zélande  |
| Saut en longueur | Thobias Montler | Suède             |

| Épreuve          | Athlète          | Pays        |
| ---------------- | ---------------- | ----------- |
| 60 m             | Aleia Hobbs      | États-Unis  |
| 800 m            | Keely Hodgkinson | Royaume-Uni |
| 3 000 m          | Lemlem Hailu     | Éthiopie    |
| Saut à la perche | Alysha Newman    | Canada      |
| Triple saut      | Liadagmis Povea  | Cuba        |
| Lancer du poids  | Sarah Mitton     | Canada      |

## Identité visuelle

Ancien logo.
Logo actuel.